# Max Lucado

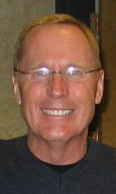
Max Lucado

Max Lucado (* 11. Januar 1955 in San Angelo, Texas) ist ein US-amerikanischer evangelikaler Missionar, Bestsellerautor und langjähriger Pastor der Oak Hills Church in San Antonio (Texas), die ursprünglich zu den Gemeinden Christi gehörte.

## Leben
Lucado wuchs als jüngstes von vier Kindern von Jack und Thelma Lucado in Andrews in Texas auf. Sein Vater arbeitete auf Ölfeldern, seine Mutter war Krankenschwester.
Er besuchte die christliche Universität in Abilene, wo er einen Bachelor in Kommunikation machte. Ursprünglich wollte er Anwalt werden, aber ein Bibelkurs und eine Missionsreise veränderten seine Meinung; und er entschied sich 1975, Missionar zu werden. Deshalb absolvierte er an der gleichen Universität einen Master-Abschluss in biblischer Theologie.
Danach wurde Lucado Jugendmitarbeiter der Gemeinde Christi in Miami, eine der bevorzugtesten Tätigkeiten war das Schreiben von Texten für die Gemeindenachrichten. 1983–1988 zog er als Missionar nach Rio de Janeiro und half drei Gemeinden aufzubauen. 1985 wurde sein erstes Buch On the anvil (deutsch: Auf dem Amboss) im Multnomah Verlag veröffentlicht, sein zweites Werk wurde vom Publizisten Chuck Swindoll entdeckt und bekannt gemacht. 1988 kehrte er zurück und wurde Pastor an der Oak Hills Church of Christ in San Antonio. Er trug dazu bei, dass der Gottesdienststil zeitgemäßer wurde und die Gemeinde von 600 auf 4000 Personen angewachsen ist. 2007 trat er als Hauptpastor aus gesundheitlichen Gründen zurück. Seither schreibt er, aber er predigt auch weiterhin in Oak Hills.
Lucado ist verheiratet mit Denalyn, und sie haben drei Töchter.

## Werke
Lucado verfasste über 50 Bücher für Erwachsene, Jugendliche und Kinder, die teilweise auf der Bestsellerliste der New York Times zu finden waren. Seine anschaulichen Bibelauslegungen, Erzählungen, Geschichten und Anekdoten wurden in verschiedene Sprachen übersetzt und erreichten eine weltweite Verbreitung mit über 100 Millionen verkauften Exemplaren. Er ist bestrebt, Kopf und Herz seiner Leser anzusprechen. In Deutsch sind folgende Titel erschienen:

### Als Alleinautor
- Und es schwiegen die Engel. One Way Medien, Wuppertal 1998. ISBN 978-3-927772-54-0
- Weil der Himmel die Erde berührte. One Way Medien, Wuppertal 1999. ISBN 978-3-931822-86-6
- Leichter durchs Leben – Inspirationen aus Psalm 23. Gerth Medien, Aßlar 2003. (Weitere Auflagen: 2004. ISBN 978-3-89437-896-7; 2009. ISBN 978-3-86591-419-4)
- Weil Gott dich trägt. Hänssler Verlag, Holzgerlingen 2. Auflage 2003. ISBN 978-3-7751-3096-7 (Neuauflage 2012. ISBN 978-3-7751-4995-2)
- Alles Gute für die Reise. Gottes Wegweiser in neue Lebensabschnitte. Hänssler, Holzgerlingen 2004. ISBN 978-3-7751-4098-0
- Der Himmel applaudiert. Verlag der Francke-Buchhandlung, Marburg 2004. ISBN 978-3-86122-671-0
- Liebe im Ueberfluss. Inspirationen aus 1. Korinther 13. Gerth Medien, Aßlar 2004. ISBN 978-3-89437-959-9
- Ruhe im Sturm. Ein stressiger Tag im Leben von Jesus. Hänssler, Holzgerlingen 2004. ISBN 978-3-7751-4100-0 (Originaltitel: In the Eye of Storm: A Day in the Life of Jesus)
- Von Gott geformt. Werkzeug in der Schmiede Gottes. Verlag der Francke-Buchhandlung, Marburg 2004. ISBN 978-3-86122-697-0
- Wie du Gott ganz vertrauen kannst. One Way Medien, Wuppertal 2004. ISBN 978-3-931822-91-0
- Der Retter von nebenan. Unbegreiflich groß und doch greifbar nah. Gerth, Aßlar 2005. ISBN 978-3-86591-028-8
- Du bist mein. Ein Geschenk für Sie. Hänssler, Holzgerlingen 2005. ISBN 978-3-7751-4386-8
- Ein Hut für Tom. Hänssler, Holzgerlingen 2005. ISBN 978-3-7751-4440-7
- Es geht nicht um mich. Gottes Herrlichkeit reflektiert. Das Stille-Zeit-Buch. Hänssler, Holzgerlingen 2005. ISBN 978-3-7751-4439-1 (Neuauflage 2009. ISBN 978-3-7751-4024-9)
- Knut – Die ängstliche Spinne. Wer schenkt mir Mut? Hänssler, Holzgerlingen 2005. ISBN 978-3-7751-4430-8
- Minuten für die Ewigkeit. Verlag der Francke-Buchhandlung, Marburg 2005. ISBN 978-3-86122-777-9
- Die Kinder des großen Königs und andere Geschichten. Brunnen, Gießen 2006. ISBN 978-3-7655-1932-1
- Punchinello und das allerschönste Geschenk. Hänssler, Holzgerlingen 2005. ISBN 978-3-7751-4443-8
- Durst. Hänssler, Holzgerlingen 2. Auflage 2006. ISBN 978-3-7751-4392-9 (Originaltitel: Come thirsty)
- Hermie – Eine ganz gewöhnliche Raupe. Hänssler, Holzgerlingen 2. Auflage 2006. ISBN 978-3-7751-4184-0
- Stille Nacht in meinem Herzen. Verlag der Francke-Buchhandlung, Marburg 2006. ISBN 978-3-86122-851-6 (Originaltitel: One Incredible Moment)
- Die Melodie des Königs. Brunnen, Gießen 2007. ISBN 978-3-7655-1959-8
- Die Weihnachtskerze. Verlag der Francke-Buchhandlung, Marburg 2007. ISBN 978-3-86122-943-8
- Ein Tag, der alles verändert. Leben in der Kraft des Kreuzes. Gerth, Aßlar 2006. ISBN 978-3-86591-016-5
- Ganz du selbst. Deinen Platz im Leben entdecken. 2006. (Neuauflage: SCM Hänssler, Holzgerlingen 3. Auflage 2009. ISBN 978-3-7751-4479-7)
- Ich will aber eine grüne Nase. SCM Hänssler, Holzgerlingen 2. Auflage 2006. ISBN 978-3-7751-4269-4
- Segen für den Augenblick: Andachten für jeden Tag des Jahres. Verlag der Francke-Buchhandlung, Marburg 2006. ISBN 978-3-86122-852-3 (Originaltitel: Grace for the Moment II)
- Wenn Christus wiederkommt. Der Beginn einer herrlichen Zukunft. SCM Hänssler, Holzgerlingen 2006. ISBN 978-3-7751-3911-3 (4. Auflage 2009. ISBN 978-3-7751-4994-5)
- Du bist einmalig. Eine Geschichte für Sie. Hänssler, Holzgerlingen 6. Auflage 2007. ISBN 978-3-7751-4061-4 (Neuauflage: 2012. ISBN 978-3-7751-5226-6)
- Du bist große Klasse! SCM Hänssler, Holzgerlingen 2. Auflage 2007. ISBN 978-3-7751-4480-3
- Genau so, wie du bist. D & D Medien, Ravensburg 2007. ISBN 978-3-932842-83-2
- In den Armen Gottes. 31 Impulse für Ihr geistliches Leben. Verlag der Francke-Buchhandlung, Marburg 2007. ISBN 978-3-86122-892-9
- Wie man Riesen besiegt. Meistern Sie die Widrigkeiten des Lebens. Gerth Medien, Aßlar 2007. ISBN 978-3-86591-192-6 (Originaltitel: Facing your Giants)
- Geborgen in Gottes Arm. Ermutigungen aus Psalm 23. SCM Hänssler, Holzgerlingen 2. Auflage 2008. ISBN 978-3-7751-4637-1
- In Schattenzeiten Gott begegnen. In der Sehnsucht nach Hoffnung und Heilung. SCM Hänssler, Holzgerlingen 2. Auflage 2007. ISBN 978-3-7751-4708-8
- Er versetzt immer noch Berge. Gottes verändernde Kraft heute erleben. Gerth Medien, Aßlar 2007. ISBN 978-3-86591-153-7
- Das 3:16-Versprechen. Gerth Medien, Aßlar 2008. ISBN 978-3-86591-306-7 und ISBN 978-3-86591-331-9
- Immer an deiner Seite. D & D Medien, Ravensburg 2008. ISBN 978-3-932842-89-4
- Limonadenrezepte für Zitronentage: Jeder Tag verdient seine Chance. Verlag der Francke-Buchhandlung, Marburg 2008. ISBN 978-3-86827-032-7 (Originaltitel: Every Day Deserves a Chance)
- Mein Herz in Gottes Hand. Verlag der Francke-Buchhandlung, Marburg 2008. ISBN 978-3-86827-031-0 (Originaltitel: A Heart Like Jesus)
- Mokka mit Max. Mutmachende Geschichten. Verlag der Francke-Buchhandlung, Marburg 2008. ISBN 978-3-86122-980-3 (Originaltitel: Mocha with Max)
- Staunen über den Erlöser. SCM Hänssler, Holzgerlingen 2008. ISBN 978-3-7751-4782-8
- Weil ich dich liebe. D & D Medien, Ravensburg 2008. ISBN 978-3-932842-90-0
- Y.E.S.: You’re eternally secure. Mit Geschichten von Monica Hall. SCM Hänssler, Holzgerlingen 3. Auflage 2008. ISBN 978-3-7751-3958-8
- Die heilige Nacht. Geschichte einer Versöhnung. SCM Hänssler, Holzgerlingen 2009. ISBN 978-3-7751-5039-2 (Originaltitel: The Christmas Child)
- Die Kinder des großen Königs und die Melodie des Königs. Legenden und Weisheitsgeschichten. Brunnen, Gießen 2009. ISBN 978-3-7655-1721-1 (Neuauflage: 2013. ISBN 978-3-7655-4182-7; Originaltitel: Tell me the secrets and Tell me the story)
- Du bist mein. SCM Hänssler, Holzgerlingen 2. Auflage 2009. ISBN 978-3-7751-4185-7
- Du bist wunderbar beschenkt. SCM Hänssler, Holzgerlingen 2007. ISBN 978-3-7751-4734-7 (Neuauflage 2009. ISBN 978-3-7751-5130-6)
- Gott ganz vertrauen. SCM Hänssler, Holzgerlingen 4. Auflage 2009. ISBN 978-3-7751-4099-7
- Werden wie Jesus. Die 30-Tage-Reise. SCM Hänssler, Holzgerlingen 4. Auflage 2009. ISBN 978-3-7751-4099-7
- Wie man Riesen besiegt. Für Teens. Gerth Medien, Aßlar 2009. ISBN 978-3-86591-397-5 (Originaltitel: Facing your giants. Teen edition)
- Zurück zu dir. Den Segen Gottes neu erleben. Gerth Medien, Aßlar 2009. ISBN 978-3-86591-379-1 (Originaltitel: Turn – God Keep Our Land)
- Das Haus Gottes. Ein Zuhause für Ihr Herz. SCM Hänssler, Holzgerlingen 5. Auflage 2010. ISBN 978-3-7751-4101-7 (Originaltitel: The Great House of God)
- Der Auftrag des Engels. SCM Hänssler, Holzgerlingen 2010. ISBN 978-3-7751-5038-5
- Du bist der Größte. Hänssler, Holzgerlingen 2010. ISBN 978-3-7751-5226-6
- Leben ohne Angst. Lass die Sorgen hinter dir. Gerth Medien, Aßlar 2010. ISBN 978-3-86591-469-9
- Fürchte dich nicht … denn ich bin immer bei dir. Gerth Medien, Aßlar 2010. ISBN 978-3-86591-553-5 (Originaltitel: Fear Not)
- Gott liebt dich, Mama! Collection SCM R. Brockhaus, Wuppertal 2. Auflage 2010. ISBN 978-3-7893-9389-1 (Originaltitel: God Thinks You're Wonderful, Mom)
- Sein Name ist Jesus. SCM Hänssler, Holzgerlingen 2010. ISBN 978-3-7751-5133-7
- Weil du es ihm wert bist, wählte er die Nägel. SCM Hänssler, Holzgerlingen 6. Auflage 2010. ISBN 978-3-7751-3768-3
- Wenn Gott dich sanft beim Namen ruft. SCM Hänssler, Holzgerlingen 3. Auflage 2010. ISBN 978-3-7751-5124-5
- Das besondere Geschenk für dich. Verlag der Francke-Buchhandlung, Marburg 2011. ISBN 978-3-86827-271-0 (2. Auflage 2013. ISBN 978-3-86827-003-7; Originaltitel: The Gift for all People)
- Du bist wunderbar gemacht. SCM Collection R. Brockhaus, Wuppertal 2011. ISBN 978-3-7893-9472-0
- Du musst kein Held sein. Wie Gott mit gewöhnlichen Menschen Geschichte schreibt. Gerth Medien, Aßlar 2011. ISBN 978-3-86591-439-2
- Fragen Sie Max Lucado. Der Bestsellerautor beantwortet Fragen seiner Leser. SCM Hänssler, Holzgerlingen 2011. ISBN 978-3-7751-5311-9
- Freude im Ueberfluss. Verlag der Francke-Buchhandlung, Marburg 2011. ISBN 978-3-86827-236-9 (Originaltitel: The Applause of Heaven)
- Gnade für den Augenblick: Andachten für jeden Tag des Jahres. Verlag der Francke-Buchhandlung, Marburg 2011. ISBN 978-3-86827-270-3
- Gottes Geschichte mit dir. Gerth Medien, Aßlar 2011. ISBN 978-3-86591-727-0
- Gottes Geschichte mit dir. Für Teens. Gerth Medien, Aßlar 2011. ISBN 978-3-86591-728-7
- Nur für Dich. SCM Hänssler, Holzgerlingen 2011. ISBN 978-3-7751-5151-1
- Schön, dass es dich gibt. Gerth Medien, Aßlar 3. Auflage 2011. ISBN 978-3-86591-635-8
- Zwei kleine Hände. SCM R. Brockhaus, Wuppertal 2011. ISBN 978-3-417-26424-1
- Denk daran: Ich habe dich lieb. SCM R. Brockhaus, Wuppertal 3. Auflage 2012, ISBN 978-3-417-26377-0
- Du bist dem Himmel wichtig. Hänssler, Holzgerlingen 2012. ISBN 978-3-7751-5384-3
- Du machst den Unterschied. Lebe ein Leben, das Spuren hinterlässt. Gerth, Aßlar 2. Auflage 2012. ISBN 978-3-86591-660-0
- Eine Krippe für das Kind. SCM R. Brockhaus, Wuppertal 2012. ISBN 978-3-417-28554-3
- Gott findet, du bist wunderbar! SCM Collection R. Brockhaus, Wuppertal 6. Auflage 2012. ISBN 978-3-7893-9341-9
- Gottes Verheissungen für dich. Ausgewählte Verse aus der Heiligen Schrift. SCM Hänssler, Holzgerlingen 4. Auflage 2012. ISBN 978-3-7751-4831-3
- Du hast mein Herz berührt. 366 60-Sekunden-Andachten. SCM R. Brockhaus, Wuppertal 2. Auflage 2012. ISBN 978-3-417-26431-9 (Neuauflage 2013. ISBN 978-3-417-26545-3)
- Ein Geschenk für dich: Weil du es ihm wert bist. Hänssler, Holzgerlingen 2013. ISBN 978-3-7751-3767-6
- Für dich nur das Beste. Gerth Medien, Aßlar 2013. ISBN 978-3-86591-744-7
- Joschi, das kleine Lamm. Gerth Medien, Aßlar 2013. ISBN 978-3-417-28601-4
- Wenn Gott dein Leben verändert. SCM Hänssler, Holzgerlingen 3. Auflage 2013. ISBN 978-3-7751-4919-8
- Wilde Gnade. Du bist bedingungslos geliebt. Gerth Medien, Aßlar 2013, ISBN 978-3-86591-785-0
- You made my day. Ueberlebensguide für Teens. Gerth Medien, Aßlar 2013, ISBN 978-3-86827-418-9
- Du verleihst mir Flügel. Entdecke die lebensverändernde Kraft der Gnade. Gerth Medien, Aßlar 2014, ISBN 978-3-86591-761-4
- Er versetzt immer noch Berge: Hoffnung und Ermutigung für alle, die neue Kraft brauchen. Gert Medienh, Aßlar 2014, ISBN 978-3-86591-956-4
- Weil Er dich liebt: Gottes Gegenwart im Alltag erleben. Gerth Medien, Aßlar 2014, ISBN 978-3-86591-685-3
- Das Geschenk von Bethlehem. Die größte Geschichte der Welt begann in einer kleinen Krippe. Gerth Medien, Aßlar 2017, ISBN 978-3-95734-243-0.
- Denn er trägt dich. Hoffnung in stürmischen Zeiten. Gerth Medien, Aßlar 2018, ISBN 978-3-95734-059-7.
- Du bist der Anker meiner Seele. Gottes Verheißungen für die Stürme des Lebens. Gerth Medien, Aßlar 2020, ISBN 978-3-95734-627-8.
- Jesus. Der Gott, der deinen Namen kennt. Gerth Medien, Aßlar 2021, ISBN 978-3-95734-720-6.
- Glücklichsein leicht gemacht. Eine Anleitung für ein besseres Miteinander und ein zufriedenes Leben. Gerth Medien, Aßlar 2021, ISBN 978-3-95734-742-8.
- Hör nie auf, neu anzufangen. Warum es immer einen guten Grund zur Hoffnung gibt. Gerth Medien, Aßlar 2022, ISBN 978-3-95734-800-5.
- Denn Gott ist mit dir. Warum du dem vertrauen kannst, der heute noch Wunder vollbringt. Gerth Medien, Aßlar 2022, ISBN 978-3-95734-902-6.
- Fürchte dich nicht, denn ich bin bei dir. 366 ermutigende Andachten. Gerth Medien, Aßlar 2023, ISBN 978-3-95734-911-8.

### Als Mitautor
- Mit Jenna, Andrea und Sara Lucado: Das kleine Lamm. ISBN 978-3-927772-62-5
- Mit Troy Schmidt: Lissy, die lügende Fliege. Hermie & Freunde. Hänssler, Holzgerlingen 2005. ISBN 978-3-7751-4339-4
- Mit Tricia Goyer: 3:16 für Teens. Gerth, Aßlar 2. Auflage 2008. ISBN 978-3-86591-353-1 (Originaltitel: The Numbers of Hope – for Teens)
- Mit Anselm Grün, Hanns Dieter Hüsch, Wilhelm Willms, Jörg Zink u. a.: Der Herr ist mein Hirte, nichts wird mir fehlen. Fotos und Meditationen zu Psalm 23. St. Benno, Leipzig 2005. ISBN 978-3-7462-1897-7 (Neuauflage mit neuem Untertitel: Ermutigungen zum Leben. 2009. ISBN 978-3-7462-2645-3)
- Mit Jenna Lucado Bishop: Du bist schön. SCM Hänssler, Holzgerlingen 2010. ISBN 978-3-7751-5225-9
- Mit Jenna Lucado Bishop: Mal richtig die Welt retten. SCM Hänssler, Holzgerlingen 2012. ISBN 978-3-7751-5383-6

### Film
- Hermie – Eine ganz gewöhnliche Raupe. Hänssler, Holzgerlingen 2002
- Ich will aber eine grüne Nase. Eine Geschichte über die Selbst-Annahme. Hänssler, Holzgerlingen
- Buzby – Die aufmüpfige Biene. Hänssler, Holzgerlingen 2005